# 翟方進
翟 方進（てき ほうしん、? - 紀元前7年）は、前漢の政治家。字は子威。豫州汝南郡上蔡県の人。

## 事跡
家は代々微賤であったが、翟方進の父の代になって学問を好み、郡文学となった。翟方進は12・13歳で父を失い、太守府の小吏となったが愚鈍と呼ばれ太守府の属官に馬鹿にされた。しかし汝南の蔡父なる人物が彼の人相を見て「侯に封ぜられる人相をしている。儒学を学ぶべきである」と助言し、継母と共に長安に出た。継母は履を織って翟方進の学費を捻出し、翟方進は学者たちが称えるほどになり、郎となり議郎に昇進した。
河平年間に博士となり、朔方刺史、丞相司直と昇進した。皇帝に従い甘泉に向かう際に司隷校尉の陳慶の弾劾を受けて車馬を没収されたが、逆に陳慶の昔の過失を知るとそれを摘発し、陳慶を罷免に追い込んだ。さらに、就任時に丞相に対し礼を尽くさなかった後任の司隷校尉の涓勲を弾劾し、涓勲を左遷させた。司隷校尉を次々に罷免したことで大臣たちも翟方進を憚り、丞相の薛宣は彼を大変重んじ、部下に「彼は近いうちに丞相になるであろうから、謹んで彼に仕えるのだぞ」と言った。
翟方進は皇帝陵造営に絡む汚職を摘発し、皇帝は彼に三公九卿を任せようと思い、京兆尹に就けてその能力を試した。そこでも厳しい姿勢で臨んだが、友人である青州刺史胡常の助言を聞いて多少厳格さを緩めた。
永始2年（紀元前15年）、前任者王駿の死により御史大夫となった。数カ月後、翟方進は京兆尹時代の過失で執金吾に左遷されたが、次いで丞相薛宣が罷免されると、後任に翟方進を推す声が多かったことから、翟方進が丞相に抜擢され、高陵侯となった。
丞相となった彼は厳格な政治を行い、多くの太守や九卿が弾劾された。また、外戚の王氏とも対立する一方、王氏の親戚である淳于長と親交を結んだ。翟方進は法律と儒学の双方に通じ、天文にも詳しく、皇帝は彼を大変重んじた。
綏和2年（紀元前7年）、「熒惑が心を守る」という天文の異変が起こると、その天変による禍を皇帝に代わって大臣が受けるべきであるという議論が起こった。皇帝は翟方進にこれまでの彼の政治を厳しく叱責する冊書を賜り、自害を迫った。翟方進は即日自殺した。皇帝は翟方進の自殺を隠し、皇帝自らが何度も弔問に訪れるなど、異例の扱いをした。
恭侯と諡され、列侯は子の翟宣が継いだ。
翟宣の弟にあたるのが翟義であり、彼は王莽の時代に反乱を起こし、敗北する。王莽は翟方進らの墓を暴き、三族を滅ぼした。
翟方進は『春秋穀梁伝』を学んだ一方で、『春秋左氏伝』や天文も好んだ。『春秋左氏伝』においては劉歆の、天文においては田終術の師匠にあたる。